# Catherine Potter
Catherine Potter (* 25. Dezember 1957 in Guelph, Ontario; † 3. Dezember 2010) war eine kanadische Flötistin und Komponistin, die klassische indische Musik und Jazz verschmolz.

## Biografie
Catherine Potter lernte als Jugendliche Querflöte und studierte dann Jazz an der Concordia University und Musikethnologie an der Université de Montréal. Ab Anfang der 1980er Jahre beschäftigte sich mit asiatischen Kulturen, entdeckte 1982 in Indien die Bansuriflöte und hatte seit 1986 Unterricht beim indischen Flötisten Hariprasad Chaurasia. Mit Chaurasia trat sie auch öffentlich auf, und die Bansuri wurde ihr Hauptinstrument. 1997 erschien ihr Debütalbum Bansuri. 2002 gründete sie das Duniya Project, mit dem sie ein zweites Album (Duniya Project, 2006) aufnahm, auf dem sie Jazz und klassische indische Musik fusionierte. Sie trat auf dem Montreal International Jazz Festival auf; 2008 war sie mit ihrer Musik auf Europa- und Indientournee. Ihr drittes Album Convergence enthielt als Tribut für Boubacar Diabaté auch Elemente afrikanischer Musik, die sie mit dem Kora-Spieler Zal Idrissa Cissokho komponierte.
Sie arbeitete außerdem mit Simon Shaheen, Ramasutra, Subhankar Bannerjee und Ganesh Anandan.
Potter erhielt verschiedene Auszeichnungen des kanadischen Conseil des Arts et des Lettres du Québec und des Canada Council for the Arts; 1999 gewann sie den Jon Higgins Award.
Catherine Potter starb am 3. Dezember 2010 an Brustkrebs.